# Siida

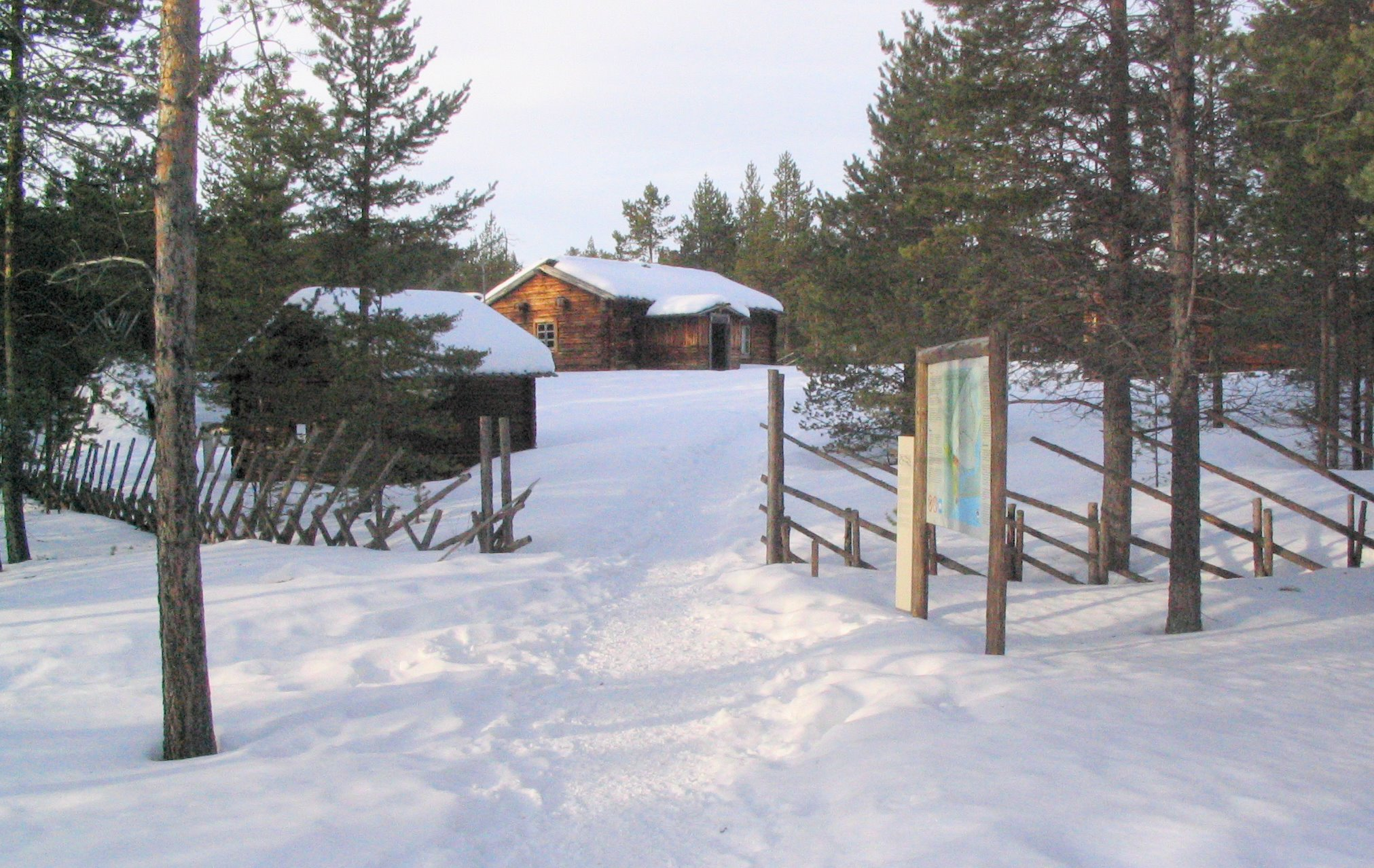
Openluchtmuseum bij Siida

In het Finse Inari is het museum Siida gevestigd.
Het museum bestaat uit een binnengedeelte waarin het leven van de Sami wordt tentoongesteld. Ook de flora en fauna van het Finse Lapland worden hier tentoongesteld.
Daarnaast is er een grote buitententoonstelling. Hierin worden de bouwwerken getoond die de Sami gebruiken dan wel gebruikt hebben. Huizen en allerlei gebruiksvoorwerpen, waaronder berenvallen en allerlei boten.
In 2024 werd het museum uitgeroepen tot Europees museum van het jaar.